# اوتل-دیو (مونترآل)
اوتل-دیوی مونترآل (فرانسوی: Hôtel-Dieu de Montréal‎) نخستین بیمارستان تأسیس‌شده در آمریکای شمالی (بجز مکزیک) و قدیمی‌ترین بیمارستان شهر مونترآل در استان کبک در کاناداست که در سال ۱۶۴۵ میلادی بنیان نهاده شد.